# Ballintoy
Ballintoy (dall'irlandese: Baile an Tuaigh, che significa "la città del Nord") è un piccolo villaggio, townland e  parrocchia civile della contea Antrim, nell'Irlanda del Nord. Si trova lungo la strada costiera B15, a circa 28 km a nord-est di Coleraine e 8 km ad ovest di Ballycastle, tra Ballycastle e Bushmills. si trova nella baronia storica di Cary. Il villaggio si trova a circa un chilometro dal Ballintoy harbour, un piccolo porto per pescatori situato al termine di una piccola e stretta stradina che scende dalla collina Knocksaughey e che porta verso Larrybane e il Ponte di corda di Carrick-a-Rede. Presso il porto si tiene una messa all'alba ogni domenica di Pasqua.
Non vi sono stati sviluppi significativi nel villaggio nel passato, e pertanto la popolazione di Ballintoy è scesa fino alle 165 persone del 2001. Il villaggio ha alcune strutture commerciali e sociali, tra cui hotel, ristoranti, diversi piccoli negozi, e due chiese. La chiesa più conosciuta è la Ballintoy Parish Church, situata sulla collina sopra il porto e riconoscibile per il suo colore bianco. Il villaggio fu costruito originariamente intorno a una singola strada che separava i pascoli dalla striscia di terra che corre verso il mare. Due dei più antichi hotel e pub, il "Carrick-A-Rede Hotel" ed il "Fullerton Arms", si trovano ancora su questa strada. Ballintoy si trova nell'area di giurisdizione del Distretto di Moyle.
Ballintoy risulta essere il centro abitato più settentrionale dell'Irlanda del Nord, non considerando le isole. Il punto fisico, non abitato, più a nord dell'Irlanda del Nord è invece Benbane Head, sempre non considerando le isole. Se si tengono in considerazione anche le isole, invece, l'isola di Rathlin risulta essere il punto più settentrionale dell'Irlanda del Nord.

## Il Trono di Spade
Il villaggio è stato utilizzato per le riprese della città immaginaria di Lordsport nell'Isola di Pyke nella seconda stagione della serie televisiva del fantasy medievale della HBO Il Trono di Spade (Game of Thrones). Le riprese presso il porto sono state girate il 18, 19 e 22 agosto 2011, e dal 15 agosto è stato limitato l'accesso del pubblico all'area. I negozianti e pescatori locali, che dovettero ormeggiare temporaneamente le loro barche a Ballycastle, furono poi ricompensati dalla produzione.

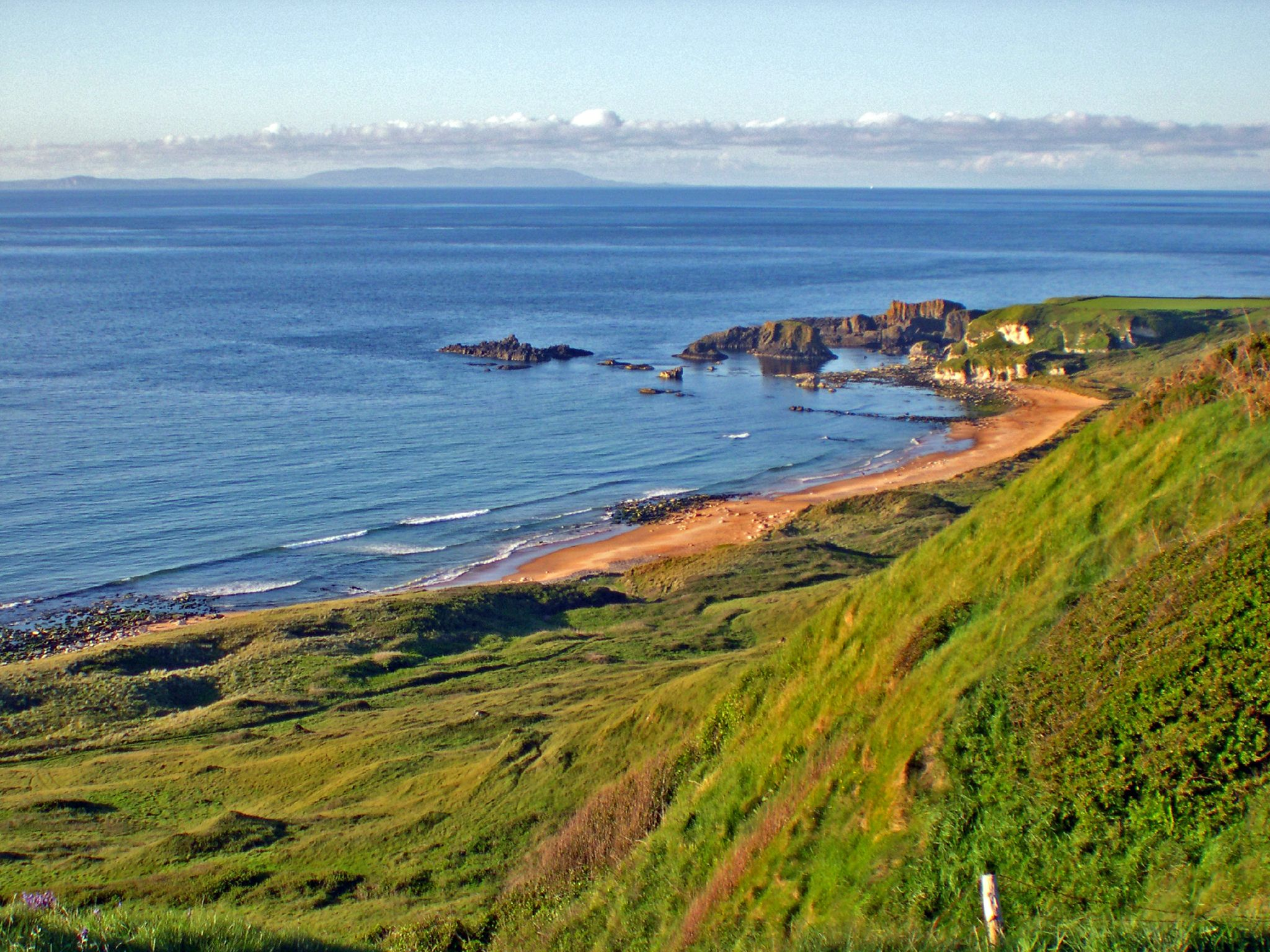
Spiaggia a Ballintoy

## Monumenti e luoghi d'interesse
- Bendhu House – monumento classificato sulla strada che scende al porto, costruito dall'artista Newton Penprase
- i resti del Dunseverick Castle si trova nelle vicinanze, ed il villaggio è a breve distanza dal Giant's Causeway
- il ponte di corda di Carrick-a-Rede si trova appena fuori dal villaggio. Collega la terraferma alla piccola isola Carrick e si dice che venga costruito, da oltre 300 anni, dai pescatori per raggiungere l'isola. Il ponte si estende per 20 metri e si trova 30 metri sopra le rocce e costituisce una grande attrazione turistica, con 140.000 visitatori nel 2005
- Sheep Island si trova al largo della costa nord
- la Ballintoy Parish Church, costruita nel 1813, incorpora la torre della chiesa più antica.